# The Trail of the Octopus

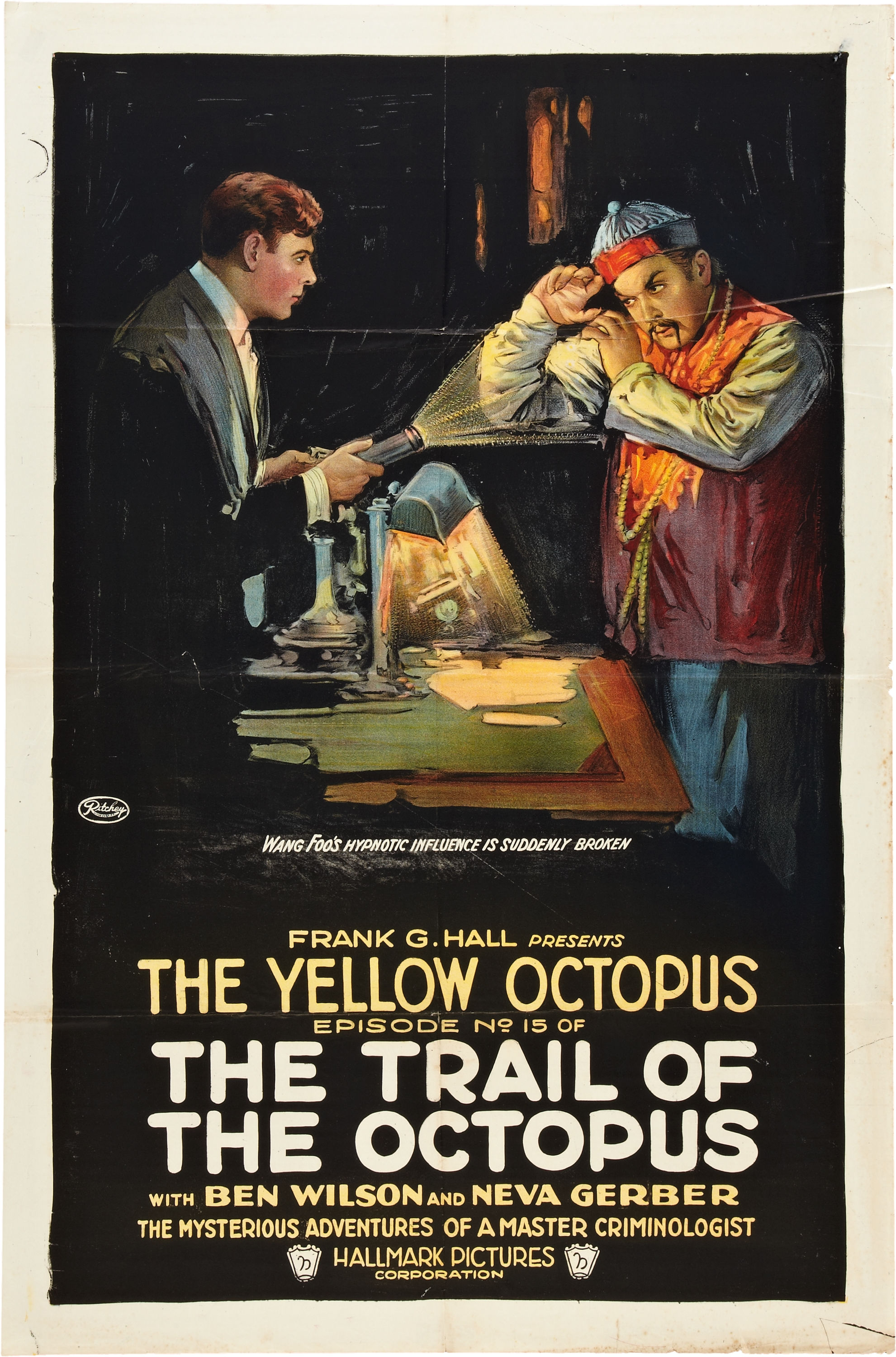
Card do episódio 15 do seriado The Trail of the Octopus, "The Yellow Octopus."

The Trail of the Octopus é um seriado estadunidense de 1919, dirigido por Duke Worne, em 15 capítulos, estrelado por Ben F. Wilson e Neva Gerber. O seriado foi produzido pela Hallmark Pictures Corporation e veiculou nos cinemas dos Estados Unidos entre 19 de outubro de 1919 e 25 de janeiro de 1920.
A única cópia conhecida é de 35 mm da Biblioteca do Congresso, que não possui o capítulo 9, considerado perdido.

## Elenco
- Ben F. Wilson - Carter Holmes
- Neva Gerber - Ruth Stanhope
- William Dyer - Sandy MacNab
- Howard Crampton - Dr. Reid Stanhope
- William A. Carroll - Omar
- Marie Pavis - Zora Rularde
- Al Ernest Garcia (creditado Allen Garcia) - Jan Al-Kasim
- Harry Archer - Raoul Bornay
- C.M. Williams - Aboul Shabistari

## Capítulos
1. The Devils Trade-Mark
2. Purple Dagger
3. Face to Face
4. The Hand of Wang
5. The Eye of Satan
6. Behind the Mask
7. The Dance of Death
8. Satans Soulmate
9. The Chained Soul
10. The Ape Man
11. The Red Death
12. The Poisoned Talon
13. The Phantom Mandarin
14. The House of Shadows
15. The Yellow Octopus